# Attawapiskat
La nation Attawapiskat (langue crie : ᐋᐦᑕᐙᐱᐢᑲᑐᐎ ᐃᓂᓂᐧᐊᐠ (Āhtawāpiskatowi ininiwak, « peuple de la séparation des roches ») ou ᐊᑕᐗᐱᐢᑲᑐᐎ ᐃᓂᓂᐧᐊᐠ) est une Première nation isolée du district de Kenora dans le nord de l'Ontario, Canada, à l'embouchure de le fleuve Attawapiskat à la baie James. Traditionnellement, le territoire des Attawapiskat s'étend au-delà de leur réserve jusqu'à la côte de la baie d'Hudson et des centaines de kilomètres à l'intérieur des terres le long des rivières tributaires.
C'est une nation crie qui fait partie de la division crie des marécages (en) de l'Est.

## Démographie
La nation Attawapiskat compte plus de 2 800 personnes, mais selon le recensement de 2011, seulement 1 549 vivent sur la réserve. Plus d'un tiers de ceux-ci sont âgés de moins de 19 ans et les trois quarts en deçà de 35 (au 3 décembre 2010).
Presque toute la population d'Attawapiskat parle le cri des marécages, une variété de la langue crie, comme langue maternelle. Parmi les gens plus âgés, peu comprennent l'anglais et la plupart ne parlent que le cri et d'autres langues autochtones.

## Transports
Attawapiskat est accessible via l'aéroport d'Attawapiskat à l'année longue. Cet aéroport a ouvert ses portes en 1974, mais le transport aérien était déjà accessible à la communauté depuis 1957.
La route d'hiver de la baie James (environ de janvier à avril) relie les communautés de la côte de la baie : Attawapiskat, Kashechewan, Fort Albany, Moosonee et Moose Factory. À partir de Moosonee, la ligne de chemin de fer Ontario Northland lie la communauté à Cochrane, puis des lignes d'autobus mènent vers Toronto et le sud de l'Ontario.
Vers 2007, Thunder Airlines (en) a supplanté Air Creebec en tant que fournisseur de service postal ainsi que pour la livraison de marchandises.

## Histoire
En mai 2014, des inondations forcent l'évacuation d'un peu plus de 1 000 résidents, ailleurs en Ontario ainsi qu'au Québec, dans les régions de Kirkland Lake, Fort Frances, Wawa, ainsi que Val-d'Or et Rouyn-Noranda ,.
En avril 2016, une importante vague de tentatives de suicides chez les jeunes pousse le chef d'Attawapiskat, Bruce Shisheesh, et le conseil de la communauté à déclarer l'état d'urgence. En mars 2017, Bruce Shisheesh dénonce sur Twitter que les Premières Nations soient laissées à elles-mêmes, n'ayant pas reçu les ressources nécessaires en santé mentale.

### Film
Le film Hi Ho ! Mistahey ! d'Alanis Obomsawin relate une partie de l'histoire d'Attawapiskat.